# Мис Кришталевий
44.617156°0′0″ пн. ш. 33.517898°0′0″ сх. д. / 44.61716° пн. ш. 33.51790° сх. д.
Мис Кришталевий (крим. Büllür Burun, також — Хрустальний) — мис у центрі Севастополя, розділяє Артилерійську та Кришталеву бухти.
Назва походить від Купалень «Кришталеві води», що розміщувалися тут на початку XX сторіччя.
Біля мису розташовані наступні об'єкти:
- Пляж Кришталевий
- Меморіал «Багнет і вітрило»
- Пам'ятник матросу та солдату
- Морський гідрофізичний інститут НАН України

Під час Кримської війни тут розташовувалась берегова батарея № 8. Наприкінці XIX сторіччя тут недовго існувала батарея № 11, яку потім перенесли трохи далі на територію сучасної вулиці Адмірала Володимирського.
Наприкінці 2011 року біля мису розпочалося будівництво 16-поверхового ЖК «Arowana Dragon», який міг закрити вид на домінанті комплекси «Багнет та вітрило» і «Матрос і солдат». 2014 року після анексії Криму Росією недобудований комплекс був знесений.